# Daniel Stock
Daniel Stock (* 16. September 1992) ist ein norwegischer Skilangläufer.

## Werdegang
Stock erzielte im Januar 2014 mit Platz neun über 15 km Freistil in Piteå sein erstes Top-10-Ergebnis im Scandinavian Cup und gewann bei den anschließenden U23-Weltmeisterschaften in Val di Fiemme die Bronzemedaille im Skiathlon. Anfang Februar 2014 gelang ihm beim Scandinavian Cup in Meråker erneut Rang neun über 15 km Freistil. Im März 2014 startete er beim 50-km-Massenstartrennen in der klassischen Technik in Oslo erstmals im Weltcup und belegte dort Rang 49. Im Februar 2015 gelangen ihm beim Scandinavian Cup in Madone mit Rang sieben über 15 km klassisch sowie Platz acht im 30-km-Freistil-Massenstartrennen zwei weitere Top-10-Platzierungen. Seine ersten Weltcuppunkte gewann Stock bei seinem insgesamt zweiten Weltcupeinsatz im März 2015 in Oslo mit Rang 25 im 50-km-Freistil-Massenstartrennen. In der Saison 2015/16 belegte er im Scandinavian Cup den zweiten Platz bei der Mini Tour in Otepää und zum Saisonende den sechsten Platz in der Gesamtwertung des Scandinavian Cups. Zu Beginn der Saison 2016/17 holte er in Lillehammer über 10 km Freistil seinen ersten Sieg im Scandinavian Cup. Im weiteren Saisonverlauf startete er viermal im Weltcup. Dabei erreichte er in Pyeongchang mit dem zweiten Platz im Skiathlon seine erste Podestplatzierung im Weltcup. Im März 2017 wurde er im Scandinavian-Cup bei der Minitour in Madona Vierter. Dabei gewann er die Etappe über 10 km klassisch. Zum Saisonende erreichte er den zweiten Platz in der Gesamtwertung des Scandinavian-Cups und den 23. Platz im Distanzweltcup. In der folgenden Saison erreichte er mit acht Top-Zehn-Platzierungen, darunter Platz drei über 15 km Freistil in Piteå und Rang eins über 15 km Freistil in Vuokatti den dritten Platz in der Scandinavian-Cup Gesamtwertung.
In der Saison 2018/19 kam Stock im Scandinavian-Cup fünfmal unter den ersten Zehn. Dabei errang er in Östersund den zweiten Platz über 15 km Freistil und in Madona den ersten Platz über 10 km klassisch und erreichte damit den zweiten Platz in der Gesamtwertung.

## Erfolge

### Siege bei Continental-Cup-Rennen
| Nr. | Datum             | Ort         | Disziplin                       | Serie            |
| --- | ----------------- | ----------- | ------------------------------- | ---------------- |
| 1.  | 10. Dezember 2016 | Lillehammer | 10 km Freistil Individualstart  | Scandinavian Cup |
| 2.  | 4. März 2017      | Madona      | 10 km klassisch Individualstart | Scandinavian Cup |
| 3.  | 15. Dezember 2017 | Vuokatti    | 15 km Freistil Individualstart  | Scandinavian Cup |
| 4.  | 2. März 2019      | Madona      | 10 km klassisch Individualstart | Scandinavian Cup |

### Medaillen bei nationalen Meisterschaften
- 2014: Bronze mit der Staffel
- 2016: Silber mit der Staffel
- 2018: Bronze über 15 km
- 2021: Silber über 10 km

## Weltcup-Gesamtplatzierungen
| Saison  | Gesamt | Gesamt | Distanz | Distanz | Sprint | Sprint |
| Saison  | Punkte | Platz  | Punkte  | Platz   | Punkte | Platz  |
| ------- | ------ | ------ | ------- | ------- | ------ | ------ |
| 2014/15 | 6      | 141.   | 6       | 85.     | -      | -      |
| 2015/16 | 3      | 143.   | 3       | 92.     | -      | -      |
| 2016/17 | 169    | 37.    | 168     | 23.     | 1      | 102.   |
| 2017/18 | 13     | 119.   | 13      | 80.     | -      | -      |
| 2018/19 | 59     | 70.    | 59      | 44.     | -      | -      |
| 2019/20 | 14     | 119.   | 14      | 71.     | -      | -      |
| 2020/21 | 33     | 82.    | 33      | 59.     | -      | -      |